# 狂飚乐园
40°03′04″N 116°08′11″E / 40.051052°N 116.136392°E
狂飚乐园（北京汇通诺尔狂飚运动休闲有限公司），位于北京市海淀区苏家坨镇南安河路1号，是集会议、商务、体育、娱乐、休闲、健身为一体的综合性乐园。

## 简介
狂飚乐园靠近北京六环路，背靠阳台山，前为京密引水渠，东为翠湖湿地，西为大觉寺、凤凰岭、鹫峰、妙峰山等景区。除了自然风景之外，狂飚乐园还设有各类常规体育项目、户外运动、农业观光休闲项目等等。
2010年起，狂飚乐园每年举办冰雪节，到2014年12月第五届时又在冰雪节期间举办音乐会。2014年5月，2014北京迷笛音乐节在狂飚乐园举行。